# Pieni Hirvilampi
Pieni Hirvilampi och Iso Hirvilampi är sjöar i Finland. De ligger i kommunen Kinnula i landskapet Mellersta Finland, i den centrala delen av landet, 300 km norr om huvudstaden Helsingfors. Pieni Hirvilampi ligger 183 meter över havet. I omgivningarna runt Pieni Hirvilampi växer i huvudsak blandskog. Den är 1,6 meter djup. Arean är 3,9 hektar och strandlinjen är 0,87 kilometer lång. Sjön  ingår i Kymmene älvs huvudavrinningsområde. 